# Dașoguz
Dașoguz (cunoscut și sub denumirile de Dașhovuz, Dașhowuz, Dashoguz, Dasoguz, Дашогуз) este un oraș  în partea de nord a Turkmenistanului, în  provincia Dașoguz, la o distanță de 76,7 km de orașul Nukus, din Uzbekistan și la 460 de  kilometri de Așgabat, capitala țării. Este reședința provinciei omonime. În trecut era cunoscut sub numele de Tașhauz. În anul 2005 orașul avea o populație de 199.500 locuitori.

## Evoluția demografică
| - 1926 - 4.000 - 1939 - 15.000 - 1959 - 38.000 - 1970 - 63.000 - 1979 - 83.750 | - 1991 - 111.700 - 1995 - 141.800 - 1999 - 166.500 - 2005 - 199.500 |

Majoritate populației orașului o formează turkmenii și uzbecii, alături de un număr mai mic de ruși, coreeni, karakalpaci și tătari.

## Istorie
Încă de la începutul istoriei sale, Dașoguz a fost un loc popular de popas pe Drumul Mătăsii. Fondat în secolul al XIX-lea, ca fortăreață, astăzi, Dașoguz este un oraș de concepție sovietică, cu numeroase monumente și muzee.

## Transporturi
Dașoguz este legat de capitala țării, Așgabat, printr-o linie aeriană a companiei de aviație turkmene Turkmenistan Airlines.

## Diverse
- La 5 septembrie 1998, în apropiere de orașul Dașoguz a căzut un meteorit de clasă H5.[4]